# 新四军江北指挥部
新四军江北指挥部，是抗日战争初期为统一长江以北新四军各部队的领导和指挥而设立的指挥机构。创建、巩固、发展了皖东抗日根据地。

## 历史

### 成立
1939年5月16日（一说是18日），江北指挥部在安徽省庐江县东汤池（今汤池镇）严家松园成立。当时的组织建制：
- 指挥张云逸
- 副指挥徐海东、罗炳辉
- 司令部
  - 参谋长赖传珠
  - 副参谋长杨梅生
  - 副官处主任伍大贵
  - 军法处主任梁国斌
  - 作战处
  - 情报处
- 政治部
  - 组织科科长张凯
  - 宣传科科长王恨
  - 机要科科长左金祥
  - 敌工科科长陈岛
- 供给部
  - 军需处主任胡弼亮
  - 军医处主任宫乃泉、政委何泽洲
  - 总务科科长宁家魁***************

江北指挥部下辖
- 特务营营长饶守坤
- 第四团第一营营长余龙贵，教导员廖成美
- 教导大队大队长赖传珠（兼任）副大队长谢祥军，政治委员刘毓标想，学员编两个队。
- 第四支队，共约4千余人
  - 司令员徐海东兼任（未到职之前由戴季英代理）
  - 戴季英，后郑位三（中共鄂豫皖边区党委书记）
  - 副司令员林维先
  - 参谋长谭希林
  - 政治部主任戴季英(兼,后何伟)
  - 副参谋长赵俊
  - 政治部副主任张树才
    - 第七团
    - 第九团
    - 第十四
- 第五支队，共约2千余人
  - 司令员罗炳辉
  - 政治委员郭述申
  - 副司令员周骏鸣
  - 参谋长赵启民
  - 副参谋长冯文华
  - 政治部主任方毅（后中共鄂豫皖边区党委民运部长张劲夫）
  - 政治部副主任林恺
    - 第八团
    - 第十团
    - 第十五团
- 江北游击纵队
  - 司令孙仲德
  - 政治委员黄岩
  - 政治部主任黄育贤（桂蓬）
  - 参谋长桂逢洲
    - 第一大队（以江南新四军第四团第一营充实）
    - 第二大队

### 变迁
江北指挥部成立后，新四军第四、五支队开赴淮南铁路路东，第四支队开辟了以定远藕塘为中心的津浦路西抗日游击根据地。第五支队开辟了以来安半塔集为中心的津浦路东抗日游击根据地；江北游击纵队继续坚持巢湖、无为，并开辟和县、含山地区的抗日游击战争。这些部队在皖南事变后形成了新四军第二师、第七师。
1939年10月22日，指挥部东移皖东定远。1939年12月16日，赖传珠率指挥部直属队赴定远。1940年3月，叶雯率领江北指挥部留守处和警卫部队离开东汤池突围到淮南路东地区与五支队会合。